# 흡구충류
흡구충류(吸口蟲類)는 흡구충목에 속하는 환형동물의 총칭이다.

## 특징
흡구충강은 원반 모양의 빨판을 가지며, 극피동물인 바다나리류에 기생 또는 공생한다. 모양은 편평하고, 체강에는 체절이 없으며 표면에 섬모가 나 있다. 트로코포라유생을 거치며 강모를 가진다. 전 세계에 약 130종 가량이 알려져 있으며, 흡구벌레, 생흡구벌레, 원흡구벌레 등이 이에 속한다.
몸은 원반형이나 타원형으로서, 지름은 4-5mm 정도이다. 등면은 섬모로 덮여 있고, 외관상으로는 보이지 않으나 몸 안은 분명하게 체절로 나뉘어 있다. 한편, 배면의 앞쪽에는 입이 있으며, 입술은 앞으로 돌출해 있는데, 이 입술에 신경절이 분포하여 있어 머리부라고 생각된다. 다섯 쌍의 측지가 있고, 그 앞끝에 강모가 나 있다. 또 각 측지의 옆쪽 표피에는 많은 감각세포가 모여 있다. 제3쌍째의 측지 밑부분에는 수컷의 생식기가 열려 있으며, 항문은 몸 뒤쪽의 배면에 있는데 종류에 따라 수란관의 구멍과 일치되기도 한다. 한편 소화관은 입에서 항문까지의 짧은 하나의 관으로, 관 옆쪽에는 두세 개의 가지를 내어 많은 주머니를 형성한다.